# La Tranche-sur-Mer
La Tranche-sur-Mer é uma comuna francesa na região administrativa do País do Loire, no departamento da Vendeia. Estende-se por uma área de 17.63 km². Em 2010 a comuna tinha 2 989 habitantes (densidade: 169,5 hab./km²).